# Andrei Kobyla

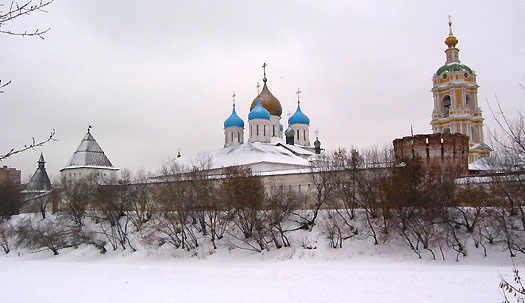
Monasterio Novospassky donde han sido enterrados muchos de los descendientes masculinos de Kobyla.

Andrei Ivanovich Kobyla (en ruso: Андрей Иванович Кобыла; murió después de 1347)fue un boyardo y el antepasado agnático más antiguo conocido de la dinastía Romanov de los zares rusos y de muchas familias nobles rusas.

## Biografía
Andrei Kobyla fue documentado en las crónicas rusas contemporáneas sólo una vez, en 1347, cuando Simeón de Moscú lo envió a Tver con el propósito de conocer a la novia de Simeón, que era hija de Aleksandr Mikhailovich de Tver. No se conocen ni su origen ni su posición exacta en la corte, por lo que abundan las especulaciones. 
Las generaciones posteriores asignaron a Kobyla los orígenes más ilustres. Primero afirmaron que había llegado a Moscú en 1341 procedente de Prusia, donde su padre, Glanda Kambila, era un famoso reducto prusiano contra la conquista de los Bálticos por los caballeros teutónicos. Los registros de la Orden Teutónica sí hablan de un rebelde llamado Glande.
A finales del siglo XVII, después del ascenso de los Romanov a la dinastía gobernante de Rusia, esta historia de origen fue reemplazada por un linaje más grandioso. Se publicó una línea ficticia que relata la descendencia de Andrei Kobyla de Julio César. Las genealogías del siglo XVI mencionan a cinco de los hijos de Andrei: Simeon Zherebets, Alexander Yolka, Vasily Vantey, Gavrila Gavsha y Fyodor Koshka.